# Distretto di Mufulira
Il distretto di Mufulira è un distretto dello Zambia, parte della Provincia di Copperbelt.
Il distretto comprende 28 ward:
- Buntungwa
- Butondo
- Bwafwano
- Bwananyina
- Bwembya Silwizya
- Chachacha
- David Lunda
- David Kaunda
- Fibusa
- Francis Mukuka
- Hanky Kalanga
- John Kampengele
- Kafue
- Kamuchanga
- Kangwa Nsuluka
- Kansuswa
- Kasempa
- Kawama
- Kwacha
- Leya Mukutu
- Luansobe
- Maina Soko
- Minambe
- Mpelembe
- Mulungushi
- Murundu
- Mutundu
- Shinde